# Nitocra fallaciosa
Nitocra fallaciosa är en kräftdjursart som beskrevs av Walter Klie 1937. Nitocra fallaciosa ingår i släktet Nitocra och familjen Ameiridae. Inga underarter finns listade i Catalogue of Life.